# Benthopecten polyctenius
Benthopecten polyctenius is een zeester uit de familie Benthopectinidae.
De wetenschappelijke naam van de soort werd in 1913 gepubliceerd door Walter Kenrick Fisher.